# Torre Ejecutiva JV II
La Torre Ejecutiva JV II es un edificio ubicado en Vía Atlixcáyotl #5208 en el distrito de Angelópolis en el municipio de San Andrés Cholula, en la Zona Metropolitana de Puebla, es propiedad de GUSTAVO ALEJANDRO H.R, se empezó a construir en 2002 y su construcción finalizó en el 2003, dos años antes de que se terminara de construir Torre Ejecutiva JV I, fue la torre más alta de Puebla hasta finales del 2007 que finalizó la construcción de Torre Ejecutiva JV III.

## La Forma
- Su altura es de 100 metros y tiene 25 pisos.

- Su uso es exclusivamente para oficinas.

- Cuenta con 6 (ascensores) de alta velocidad, que se mueven a una velocidad de 6.3 metros por segundo.

## Detalles Importantes
- Tiene su Torre gemela llamada Torre Ejecutiva JV I

- Es el segundo edificio más alto de la Ciudad de Puebla, pero pasará a tercer lugar al finalizar la construcción de Torre Quadrom.

- Cuenta con 30 amortiguadores sísmicos a lo largo de toda su estructura y 120 pilotes de concreto y acero que penetran a una profundidad de 50 metros.

- Es de los nuevos rascacielos de la ciudad de Puebla junto con: Torre Quadrom y Torre Ejecutiva JV III, Torre Ejecutiva JV I y La Vista Fairways,

- El área total del rascacielos es de 21,000 m².

- Es de los primeros edificios inteligente en Puebla, ya que cuenta con un sistema llamado B3 que controla la luz de los edificios.

- Cuenta con 7 niveles subterráneos de aparcamiento.

- La altura de cada piso a techo es de 3.80 m.

- Los materiales de construcción que se usaron en este edificio son: concreto armado, aluminio, acero y vidrio en la mayor parte de la estructura.

- Está ubicado en la nueva zona de edificios altos del Periférico de Puebla, muy cercano a la Torre Puebla que medirá aproximadamente 275 metros, que aún no inicia su construcción y muy cerca de Torre JV III, que es la más alta de Puebla, y que se convertirá en uno de los rascacielos más altos de México.

## Datos clave
- Altura- 100 metros.
- Espacio de oficinas - 21,000 metros cuadrados.
- Pisos- 7 niveles subterráneos de estacionamiento y 25 pisos.
- Condición: 	En uso
- Rango: 	
  - En Puebla: 2.º lugar